# Adenike Oladosu
Adenike Titilope Oladosu, född 30 september 1994, är en nigeriansk miljöaktivist,  ekofeminist och initiativtagare till kampanjen Skolstrejk för klimatet i Nigeria.
Oladosu föddes i Ogbomosho i delstaten Oyo i sydvästra Nigeria. Efter grundutbildning i Gwagwalada studerade hon jordbruksekonomi vid universitetet i  Makurdi. Hon blev ekofeminist när hon upptäckte att kvinnor i områden runt Tchadsjön förtryckts, bland annat på grund av vattenbrist. Sjön lider av uttorkning på grund av klimatförändringar och ökande bevattning av jordbruksområden. Oladosu är ledare för den panafrikanska organisationen ILeadClimate som arbetar för att  restaurera Tchadsjön.
År 2019 deltog Oladosu i Förenta nationernas ungdomsklimatkonferens i New York och som ungdomsdelegat vid COP25 i Madrid, där hon höll ett uppmärksamnat tal. Hon var också Nigerias ungdomsdelegat vid COP26 i Glasgow 2021.